# NBA ライブ 09
『NBA ライブ 09』（NBA Live 09）は、EA カナダが開発。NBAが公認した「NBAライブシリーズ」の2008年/2009年シーズンが反映されたバスケットボールゲーム。
新世代機のPS3版及びXbox 360版は、圧倒的な表現力を生かしたリアルな選手を操作し、世界中のプレイヤーと5人対5人のオンラインプレイが可能となっている。

## 概要
NBAが唯一公認しているバスケットボールゲームで、NBA全30チーム、第24回 FIBAバスケットボール世界選手権に出場した24ヶ国のナショナルチームが、すべて実名で忠実に再現されている。
オンラインに接続することによって、実際のNBAの結果がゲームと同期され、ゲーム内の選手の好不調がゲームに反映される。
本作より日本代表チームが登場し、佐古賢一選手、五十嵐圭選手、竹内譲次選手等が操作可能となっている。実況には吉田暁央、解説には塚本清彦を起用。

## スタッフ
- 開発：EA カナダ